# Eastlink Centre
 (avril 2025).
Si vous disposez d'ouvrages ou d'articles de référence ou si vous connaissez des sites web de qualité traitant du thème abordé ici, merci de compléter l'article en donnant les références utiles à sa vérifiabilité et en les liant à la section « Notes et références ».
Le Charlottetown Civic Centre (Centre Civique de Charlottetown) est un complexe sportif d'une capacité de 3 717 sièges situé à Charlottetown sur l'île-du-Prince-Édouard, l'aréna qui a ouvert ses portes en 1990 est le domicile des Islanders de Charlottetown de la Ligue de hockey junior Maritimes Québec.

## Histoire
Il est le domicile des Island Storm de la Ligue nationale de basketball du Canada depuis 2013.